# 馬樸臣
馬樸臣（1683年—1947年），字春迟，号相如，清代人。
康熙二十二年（1683年）出生，家贫好学，少即工诗。与同里方貞觀友善，時有“瑜亮”之目。早年游学吴越，与诸名公巨卿争执牛耳，每有所
作辄为骚坛所传播。雍正十年（1732年）中舉，時年五十，考授内阁中书。乾隆元年（1736年）薦舉博学鸿词科，已列选，为忌者所棄。乾隆十二年（1747年）丁卯，病殁於京邸，其家甚貧，幾無以为殓，不得已賣馬治喪。友人作《鬻马行》紀念他。著有《报循堂诗钞》2卷。《国朝诗别裁集》收录其诗作三首。鄭方坤编著《本朝百家诗钞》时，收有马朴臣《春迟诗稿》。有子马子腾。